# Arzama oecogenes
Arzama oecogenes là một loài bướm đêm trong họ Noctuidae.